# 18841 Hruška
18841 Hruška là một tiểu hành tinh vành đai chính với chu kỳ quỹ đạo là 1520.2286694 ngày (4.16 năm).
Nó được phát hiện ngày 6 tháng 9 năm 1999.